# リトアニア関係記事の一覧
リトアニア関係記事の一覧（リトアニアかんけいきじのいちらん）
- リトアニア出身の人物についてはリトアニア人の一覧を参照。

## 英記号
- .lt（国別コードトップレベルドメイン）

## あ行
- アイトワラス - 蛇の精霊
- アウクシュタイティヤ - 地方
- 悪魔博物館 - カウナスに所在
- アリートゥス - 都市
- アリートゥス郡
- イースト・イースト - リトアニアと日本の建築家などによって開催されたフォーラム
- ウテナ - 都市
- ウテナ郡
- エンサイクロペディア・リトアニカ - 百科事典

## か行
- カウナス - 都市
- カウナス医科大学
- カウナス郡
- カウナス工科大学
  - カウナス工科大学附属ギムナジウム
- カウナス消防会館
- カウナス・モスク - イスラム教の宗教施設
- カライ派 - ユダヤ教の一派
- クライペダ - 都市
- クライペダ郡
- クルシュー砂州 - 世界遺産
- クレヴォの合同 - 14世紀の契約
- 夏至祭#リトアニア
- ケダイネイ合同 - 17世紀半ばの条約
- 国民賛歌 - リトアニアの国歌
- 国立チュルリョーニス美術館 - カウナスに所在

## さ行
- サマネ - ウォツカ
- サモギティア ⇒ ジェマイティヤ
- サモギティア語 - 方言
- ザルティス - 民間信仰で神とされた蛇
- ジェマイティヤ（地方）
- シャウレイ - 都市
- シャウレイ郡
- シャルチニンカイ - 都市
- 十字架の丘 - シャウレイにある巡礼地
- 杉原千畝
- ズーキヤ（地方）
- スタルムジェーの楢 - 古来の宗教の神ペルクナスを祀ったとされる木
- セイマス - 議会
- 聖ミカエル教会 (カウナス)
- 祖国同盟 - 政党

## た行
- タウラゲ - 都市
- タウラゲ郡
- タダス・イヴァナウスカス動物学博物館
- ダルビニンクー・ジョディス (カウナス) - 日刊紙
- ダルボ・バルサス (カウナス) - 週刊紙
- ティルジット - 都市
- テルシェイ - 都市
- テルシェイ郡
- 同君連合#中東欧 - ポーランド王とリトアニア大公による
- トラカイ - 都市
- トラカイ島城

## な行
- ニダ - 町
- ネマン川 - リトアニア語では「ネムナス川」
- ネリンガ - 基礎自治体

## は行
- バスケットボールリトアニア代表
- パネヴェジース - 都市
- パネヴェジース郡
- パランガ - 都市
- バルト語派
- バルト三国 - リトアニア、ラトビア、エストニア
- ヴィータウタス大公戦争博物館
- ヴィータウタス・マグヌス大学
- ヴィテプスク県 (ポーランド・リトアニア共和国) - かつてリトアニア大公国とポーランド・リトアニア共和国に存在していた県の一つ
- ヴィリニュス - 都市
- ヴィリニュス郡
- ヴィリニュス・ラドム合同 - 15世紀初頭の条文
- ビルジャイ - 都市
- ビルシュトナス - 都市
- 蛇の女王エグレ - 民話
- ポウォツク県 - かつてリトアニア大公国とポーランド・リトアニア共和国に存在していた県の一つ
- ポーランド・リトアニア共和国 - 16世紀後半から18世紀末まで存在した国家
- ポーランド・リトアニア合同 - 1385年から1569年までのリトアニアとポーランドの同君連合
- ポーランド・リトアニア・ルテニア共和国 - 17世紀に構想された国家
- ホロドウォ合同 - 15世紀前半の条文

## ま行
- マリヤンポレ - 都市
- マリヤンポレ郡
- ミスナグディーム - ハシディズムに反対する人々
- ミンスク県 (ポーランド・リトアニア共和国) -  かつてリトアニア大公国とポーランド・リトアニア共和国に存在していた県の一つ
- ムーサール運動 - ユダヤ教の運動
- モレタイ - 都市

## や行
- ユルバルカス - 都市
- ヨナヴァ - 都市

## ら行
- ライスヴェス・アレヤ - カウナス市内の通り
- ラドヴィリシュキス - 都市
- ラミーガラ - 都市
- リトアニア
- リトアニア王国 (1251年-1263年)
- リトアニア王国 (1918年)
- リトアニア海軍艦艇一覧
- リトアニア解放最高委員会 - ナチス・ドイツ占領中の抵抗組織
- リトアニア・キリスト教民主党 - かつて存在した政党
- リトアニア共産党 - かつて存在した政党
- リトアニア共和国自由運動 - 政党
- リトアニア銀行
- リトアニア空軍
- リトアニア軍
- リトアニア健康科学大学
- リトアニア語
  - リトアニア語による日本の地名一覧
  - リトアニア語の方言
  - リトアニア語版ウィキペディア
- リトアニア航空 - 航空会社
- リトアニアサッカー連盟
- リトアニア産業連盟 - 経済団体
- リトアニア室内管弦楽団
- リトアニア市民同盟 - 政党
- リトアニア社会民主党 - 政党
- リトアニア獣医学アカデミー
- リトアニア＝白ロシア・ソビエト社会主義共和国 - 1919年に存在した国家
- リトアニア人
  - リトアニア人一覧
- リトアニア・ソビエト社会主義共和国※ - 1940年から1990年にかけて存在した国家
  - リトアニア・ソビエト社会主義共和国 (1918年-1919年)
- リトアニア・ソビエト社会主義共和国の国旗 - 1940年から1990年にかけて※で用いられた国旗
- リトアニア体育アカデミー
- リトアニア大公国 - 13世紀半ばから16世紀半ばに存在した国家
- リトアニア調査研究センター
- リトアニア鉄道
- リトアニア独立革命 - 20世紀後半のソビエト連邦支配からの独立運動
- リトアニア内戦 (1700年)
- リトアニアにおける死刑
- リトアニアにおけるホロコースト
- リトアニア年間最優秀サッカー選手賞
- リトアニアのイスラム教
- リトアニア農業大学
- リトアニア農民人民同盟 - 政党
- リトアニアの国章
- リトアニアの国歌 ⇒ 国民賛歌
- リトアニアの国旗
- リトアニアの教育
- リトアニアの宗教
  - リトアニア古来の宗教の神々：ガルダイタス、サウレ、パトリムパス、ピクラス、プラアムジス、ペルクナス
- リトアニアの首相
- リトアニアの政党一覧
- リトアニアの大学の一覧
- リトアニアの都市の一覧
- リトアニアの内戦 (1381年-1384年)
- リトアニアの内戦 (1389年-1392年)
- リトアニアの内戦 (1431年-1435年)
- リトアニアのユーロ硬貨
- リトアニアのユーロビジョン・ソング・コンテスト
- リトアニアの歴史
  - 歴史上関連する国家・民族：ポーランド（ポーランド人）、ベラルーシ、プロイセン、ユダヤ人
- リトアニア・バスケットボール・リーグ
- リトアニア・バスケットボール連盟
- リトアニアフィギュアスケート選手権
- リトアニア・ブシドー協会 - 総合格闘技団体
- リトアニア・ポーランド人の選挙運動
- リトアニア・ポーランド人民党 - 政党
- リトアニア・ポーランド・ロシア・ユダヤ人労働者総同盟 - 社会主義団体
- リトアニア・ユダヤ人労働者総同盟 - 政党
- リトアニア・ヨナス・ジェマイティス将軍軍事アカデミー - 大学
- リトアニア臨時政府 - 1941年に存在した臨時政府
- リトアニア・ロシア人連合 - 政党
- リトアニアン・ハウンド - 犬種
- ルブリン合同 - 16世紀後半の条約
- ロキシュキス - 都市